# عبودة (القطن)

'

تعديل مصدري - تعديل

عبودة هي إحدى قرى عزلة القطن بمديرية القطن التابعة لمحافظة حضرموت، بلغ تعداد سكانها 179 نسمة حسب تعداد اليمن لعام 2004.